# Mariac
Mariac est une commune française située dans le département de l'Ardèche, en région Auvergne-Rhône-Alpes. Mariac accueille 541 habitants appelés Mariacois et Mariacoises, ou encore Mariachous en occitan.
Cette commune se situe à 5,5 km du Cheylard et fait partie de la communauté de communes Val'Eyrieux.

## Géographie

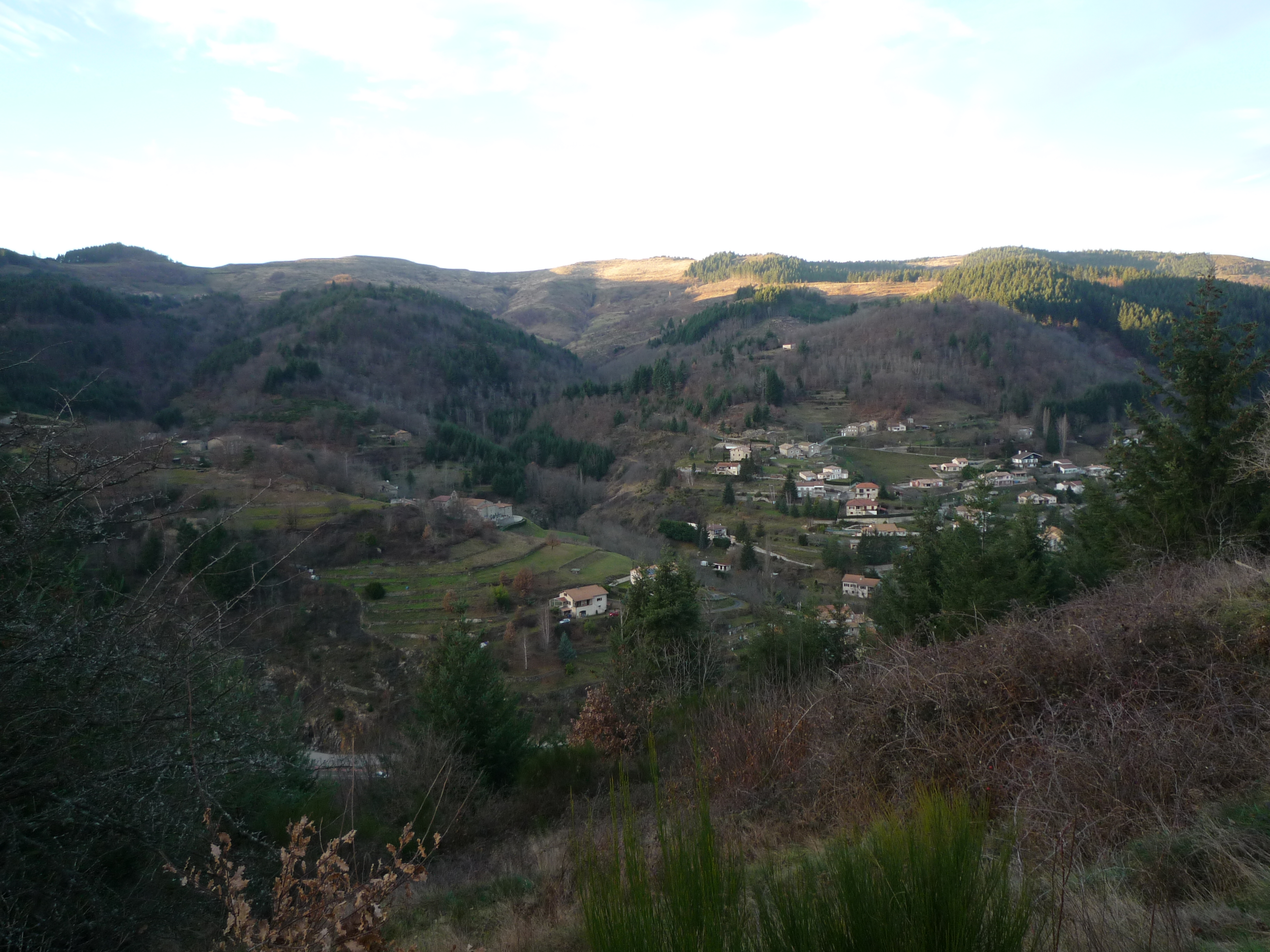
Mariac vue depuis Chaussinand (Accons).

### Localisation
Mariac est située au cœur des Boutières. Cette commune a une superficie de 1 638 hectares (dont 718 recouverts de forêts) et s’étage de 502 à 1 073 m d’altitude. Cette altitude maximale est atteinte à Coudiol près de Cornuscle à la limite de la commune.
Cinq communes entourent Mariac. À l’est se trouve Accons, au sud Dornas, puis Saint-Andéol-de-Fourchades au sud-ouest, Arcens à l’ouest et enfin Saint-Martin-de-Valamas au nord.

### Lieux-dits, hameaux et écarts
La commune de Mariac réunit aujourd'hui le village de Mariac et celui de Pont de Fromentières.
Six hameaux appartiennent à la commune de Mariac. Il s’agit de Trapayac au nord de la commune, et, au-dessus de Pont de Fromentières, des hameaux de Chadenac au nord-ouest, Ribefaite, Seynac, Girond et Cornuscle à l'ouest (en prenant la D282 qui finit à Cornuscle). On peut également nommer les hameaux qui sont pour la plupart considérés comme des quartiers. À savoir Marijon, Tournay, Laroche de Tournay, Garnier, les Lèches, les Baumes, la Fabrique, l’Armurier et le Manson.

### Géologie et relief
Mariac s’est développée le long de la Dorne qui la traverse d’ouest en est et qui est alimentée par le ruisseau de Girond qui provient du hameau du même nom.
Le pont de Fromentières permettait le passage du froment entre les deux berges de la rivière. Ce pont a donné son nom au lieu-dit le Pont-de-Fromentières qui fait partie de la commune de Mariac.
L'un des points culminants de Mariac est appelé Rocherine, il s'élève à 1 010 m d'altitude et est accessible par le GR420 à mi-parcours entre Cornuscle et Chadenac de l'Ubac. Le serre de Jusclas (1 000 m) et le serre de Mourgue (985 m) sont accessibles eux aussi par le GR 420, ils se situent au nord de Chadenac de l'Ubac.

### Climat
Pour des articles plus généraux, voir Climat d'Auvergne-Rhône-Alpes et Climat de l'Ardèche.
En 2010, le climat de la commune est de type climat méditerranéen franc, selon une étude du CNRS s'appuyant sur une série de données couvrant la période 1971-2000. En 2020, Météo-France publie une typologie des climats de la France métropolitaine dans laquelle la commune est exposée à un climat de montagne ou de marges de montagne et est dans la région climatique Sud-est du Massif Central, caractérisée par une pluviométrie annuelle de 1 000 à 1 500 mm, minimale en été, maximale en automne.
Pour la période 1971-2000, la température annuelle moyenne est de 10,4 °C, avec une amplitude thermique annuelle de 17 °C. Le cumul annuel moyen de précipitations est de 1 581 mm, avec 8,3 jours de précipitations en janvier et 5,7 jours en juillet. Pour la période 1991-2020, la température moyenne annuelle observée sur la station météorologique de Météo-France la plus proche, « Cheylard Sa », sur la commune du Cheylard à 5 km à vol d'oiseau, est de 12,2 °C et le cumul annuel moyen de précipitations est de 1 178,7 mm,. Pour l'avenir, les paramètres climatiques de la commune estimés pour 2050 selon différents scénarios d'émission de gaz à effet de serre sont consultables sur un site dédié publié par Météo-France en novembre 2022.

### Hydrographie
La commune est traversée par la Dorne, un affluent gauche de l'Eyrieux, donc un sous-affluent du Rhône.

### Voies de communication et transports

#### Voies routières
Deux routes départementales traversent Mariac. Il s’agit de la RD 282 qui relie Cornuscle au Pont-De-Fromentières et la RD 578 (ancienne route nationale 578) en direction du Cheylard à l’ouest et de Dornas à l’est.

#### Transports en commun
La ligne Le Chambon - Le Cheylard dessert Mariac. Elle fonctionne un mercredi sur deux en semaines paires.

## Urbanisme

### Typologie
Au 1er janvier 2024, Mariac est catégorisée commune rurale à habitat dispersé, selon la nouvelle grille communale de densité à 7 niveaux définie par l'Insee en 2022.
Elle est située hors unité urbaine. Par ailleurs la commune fait partie de l'aire d'attraction du Cheylard, dont elle est une commune de la couronne,. Cette aire, qui regroupe 20 communes, est catégorisée dans les aires de moins de 50 000 habitants,.

### Occupation des sols
L'occupation des sols de la commune, telle qu'elle ressort de la base de données européenne d’occupation biophysique des sols Corine Land Cover (CLC), est marquée par l'importance des forêts et milieux semi-naturels (79,7 % en 2018), une proportion sensiblement équivalente à celle de 1990 (80 %). La répartition détaillée en 2018 est la suivante : forêts (63,7 %), milieux à végétation arbustive et/ou herbacée (16,1 %), prairies (11,7 %), zones agricoles hétérogènes (4,5 %), zones urbanisées (4 %).
L'évolution de l’occupation des sols de la commune et de ses infrastructures peut être observée sur les différentes représentations cartographiques du territoire : la carte de Cassini (XVIIIe siècle), la carte d'état-major (1820-1866) et les cartes ou photos aériennes de l'IGN pour la période actuelle (1950 à aujourd'hui).

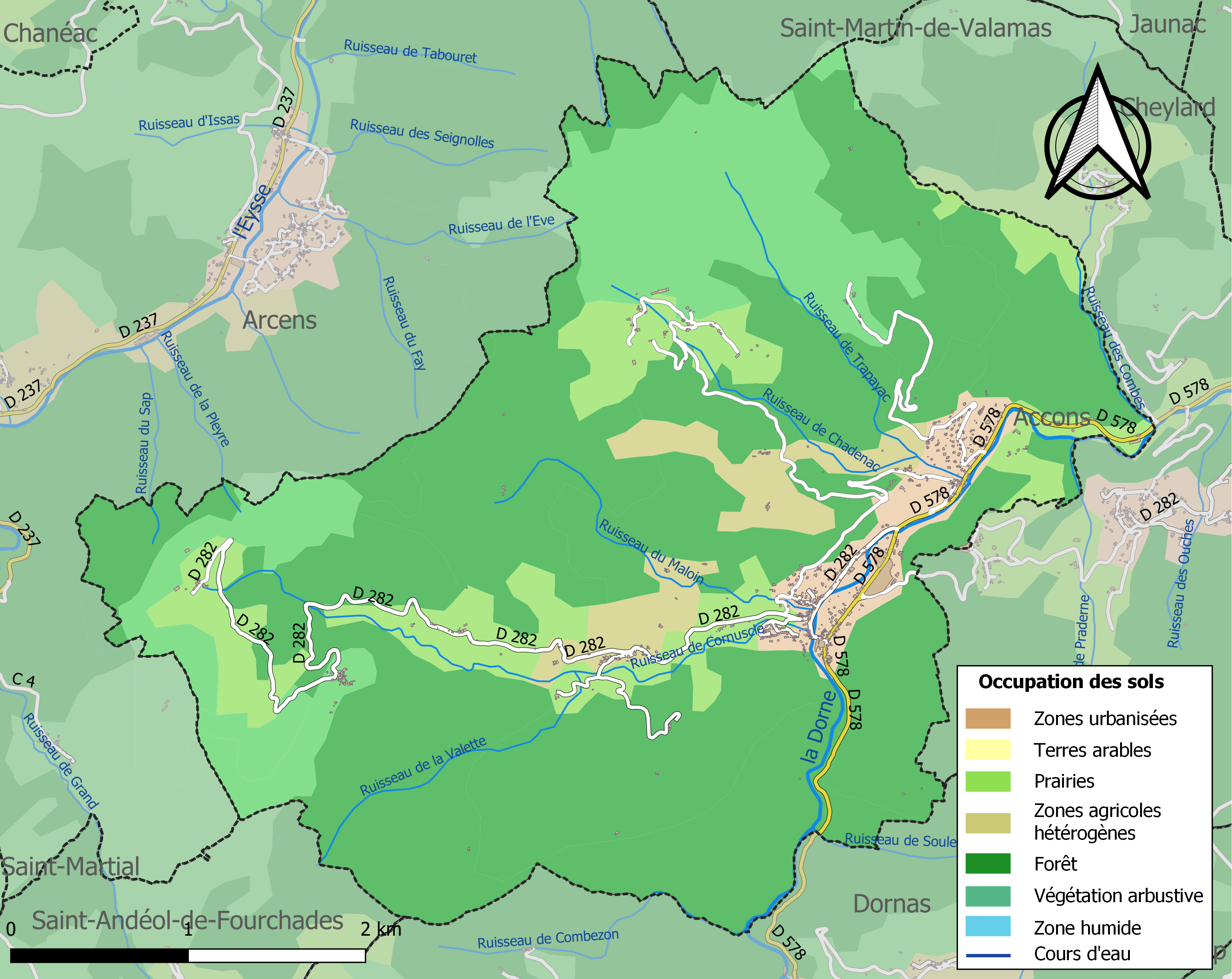
Carte des infrastructures et de l'occupation des sols de la commune en 2018 (CLC).

### Logement
Mariac est composée principalement de maisons individuelles. Toutefois, il existe quelques logements sociaux de type HLM au Pont-de-Fromentières dans la rue du Stade.

### Risques naturels

#### Risques sismiques
L'ensemble du territoire de la commune de Mariac est situé en zone de sismicité no 2 (sur une échelle de 5), comme la plupart des communes situées sur le plateau et la montagne ardéchoise.
| Type de zone | Niveau           | Définitions (bâtiment à risque normal) |
| ------------ | ---------------- | -------------------------------------- |
| Zone 2       | Sismicité faible | accélération = 1,1 m/s2                |

## Toponymie
Le nom de la commune, est trop souvent rapporté sans aucune preuve tangible à un composé du nom latin Marius couplé au suffixe -acum, indiquant la possession, donnant domaine, ou villa de marius.
Le monastère de Marriaco est connu par le cartulaire de Saint-Chaffre.

## Histoire

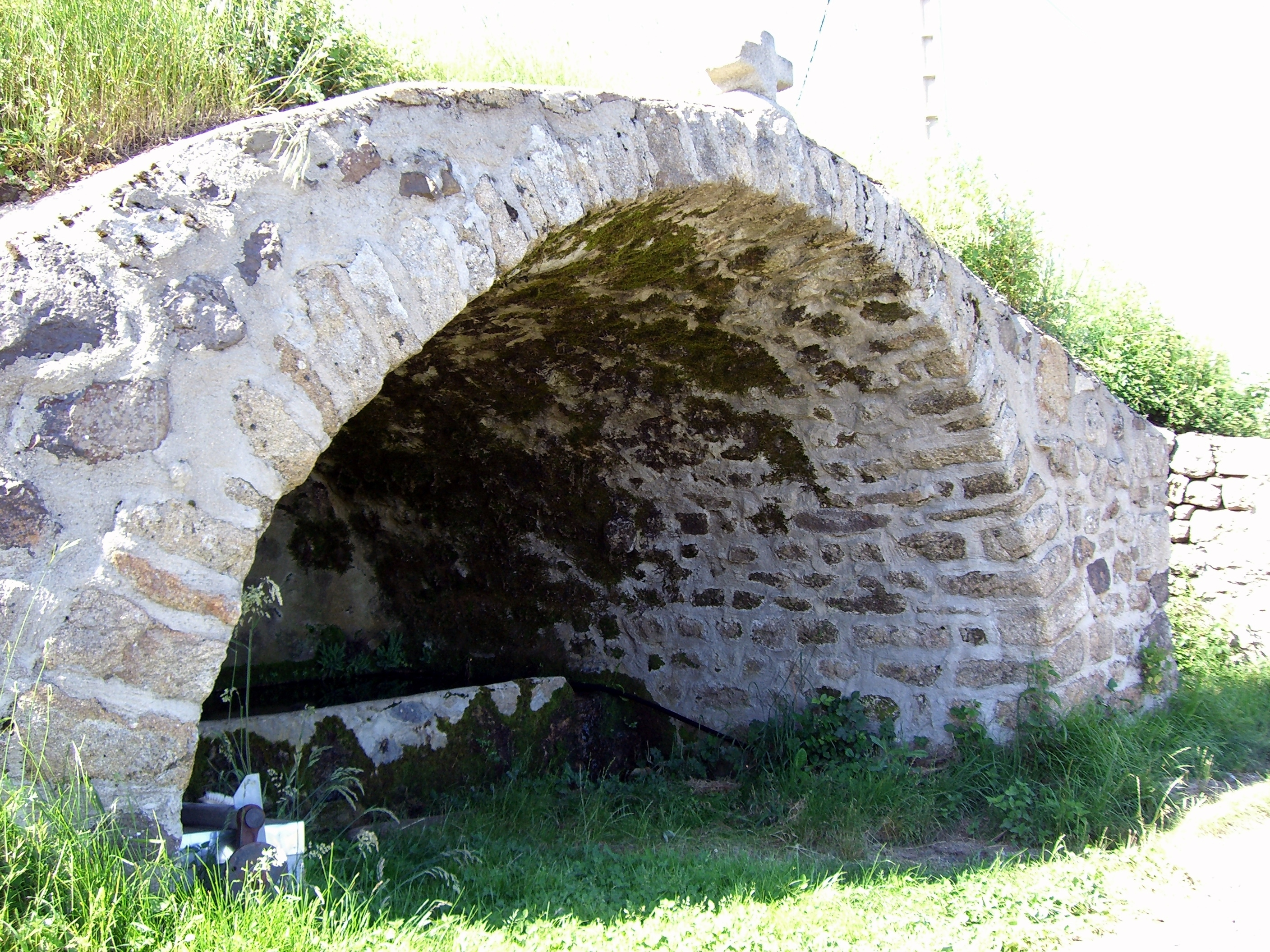
La fontaine d’eau de Cornuscle.

Mariac a longtemps été un village d’agriculteurs et de paysans. À l’époque, Mariac comptait de nombreux élevages bovins et ovins ainsi que beaucoup de fermes. C’est grâce à la Dorne et la force motrice des eaux que des tanneries, des scieries, des moulinages et des fabriques se sont installés. Mais l’activité qui a su se dégager est le moulinage de la soie. Cette activité s’est peu à peu transformée jusqu’à la production actuelle de tissus de verre. Notamment grâce à l’usine de moulinage de M. Marius Chomarat, entreprise qui a évolué jusqu’à devenir la société Chomarat actuelle.
Mariac a de tout temps fait partie d’une seule paroisse. Mais dans les environs de 1853, la commune a été divisée en deux paroisses différentes. À savoir la paroisse de Mariac (613 ha) et celle du Pont-de-Fromentières (876 ha). Plus tard en 1873, probablement à la suite de rivalités, le maire M. Adrien Jabon (1871-1881) avait mis en place le 1er avril 1873 un projet de division de la commune, afin que Mariac et le Pont-de-Fromentières soient séparés en deux communes distinctes. Mais ce projet n’a pas abouti.
Ces rivalités entre Pontois et Mariachous n’existent plus à l’heure actuelle. On peut supposer que ces petits différends étaient dus à des querelles de clocher. La langue occitane, quant à elle, a longtemps été parlée dans la commune, elle est de plus en plus supplantée par le français. Cependant, le « patois » est encore beaucoup parlé par les anciens de la commune. Mais malheureusement, cette langue n’est plus transmise aux générations nouvelles. Bien que chaque année l’Ardecho, un chant traditionnel en patois, soit chanté lors de l’Ardéchoise.

## Politique et administration

### Tendances politiques et résultats

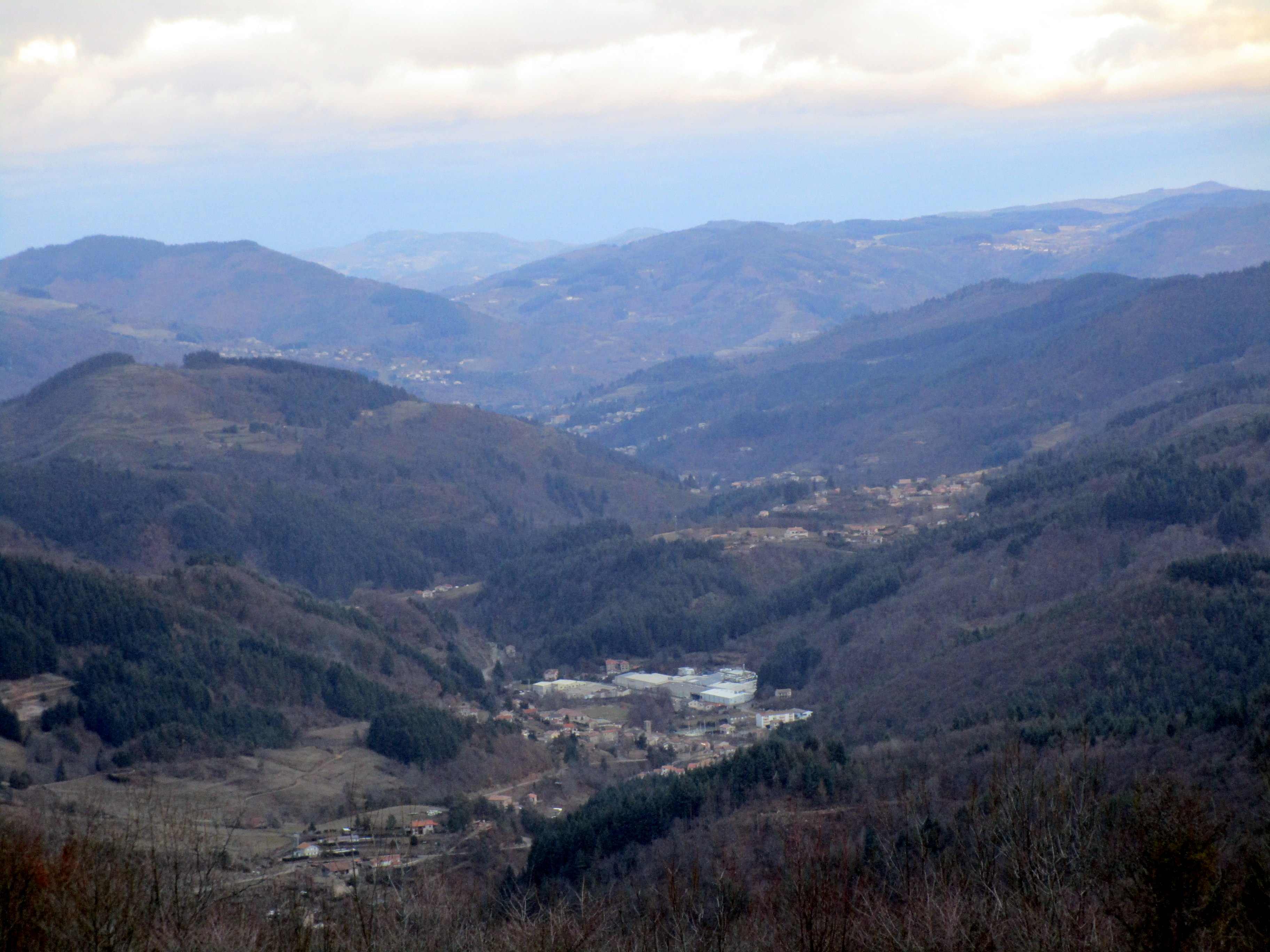
Mariac vue depuis la Fare (Saint-Andéol-de-Fourchades).

Le résultat de l'élection présidentielle de 2012 dans cette commune est le suivant :
| Candidat       | Candidat                    | Premier tour | Premier tour | Second tour | Second tour |
| Candidat       | Candidat                    | Voix         | %            | Voix        | %           |
| -------------- | --------------------------- | ------------ | ------------ | ----------- | ----------- |
|                | Eva Joly (EÉLV)             | 10           | 2,04         |             |             |
|                | Marine Le Pen (FN)          | 103          | 20,98        |             |             |
|                | Nicolas Sarkozy (UMP)       | 134          | 27,29        | 243         | 52,37       |
|                | Jean-Luc Mélenchon (FG)     | 58           | 11,81        |             |             |
|                | Philippe Poutou (NPA)       | 3            | 0,61         |             |             |
|                | Nathalie Arthaud (LO)       | 7            | 1,43         |             |             |
|                | Jacques Cheminade (SP)      | 1            | 0,20         |             |             |
|                | François Bayrou (MoDem)     | 51           | 10,39        |             |             |
|                | Nicolas Dupont-Aignan (DLR) | 12           | 2,44         |             |             |
|                | François Hollande (PS)      | 112          | 22,81        | 221         | 47,63       |
|                |                             |              |              |             |             |
| Inscrits       | Inscrits                    | 589          | 100,00       | 589         | 100,00      |
| Abstentions    | Abstentions                 | 87           | 14,77        | 81          | 13,75       |
| Votants        | Votants                     | 502          | 85,23        | 508         | 86,25       |
| Blancs et nuls | Blancs et nuls              | 11           | 1,87         | 44          | 7,47        |
| Exprimés       | Exprimés                    | 491          | 83,36        | 464         | 78,78       |

### Administration municipale
Mariac fait partie de la zone naturelle du Moyen-Vivarais et plus précisément des Boutières. Toutefois Mariac ne fait pas partie de la communauté de communes des Boutières. Mariac fait également partie du parc naturel régional des Monts d'Ardèche depuis décision du conseil municipal du 3 juillet 2013.
Mariac est adhérente au Sivu des Inforoutes de l’Ardèche depuis le 9 février 1996.
Mariac faisait partie de la communauté de communes du Pays du Cheylard depuis le 23 décembre 2002, date de création de cette communauté de communes. Désormais elle a intégré la communauté de communes Val'Eyrieux depuis le 1er janvier 2014.

### Liste des maires
Cinq maires seulement ont été élus depuis 1945 à Mariac :
| Période                                  | Période                   | Identité      | Étiquette | Qualité              |
| ---------------------------------------- | ------------------------- | ------------- | --------- | -------------------- |
| Les données manquantes sont à compléter. |                           |               |           |                      |
| 13 mai 1945                              | 21 mars 1971              | Louis Bonnet  |           |                      |
| 21 mars 1971                             | 13 mars 1983              | Louis Roux    |           |                      |
| 13 mars 1983                             | 18 juin 1995              | Abel Mariac   |           |                      |
| 18 juin 1995                             | mai 2020                  | Maurice Roche | DVG       | Instituteur retraité |
| mai 2020                                 | En cours (au 6 août 2020) | Marcel Cotta  | DVG       |                      |

### Instances judiciaires et administratives
Aucune.

### Politique environnementale
Étant entourée par de nombreuses communes appartenant au parc naturel régional des Monts d'Ardèche, Mariac en fait partie depuis le 3 juillet 2013.

## Population et société

### Démographie

#### Évolution démographique
L'évolution du nombre d'habitants est connue à travers les recensements de la population effectués dans la commune depuis 1793. Pour les communes de moins de 10 000 habitants, une enquête de recensement portant sur toute la population est réalisée tous les cinq ans, les populations de référence des années intermédiaires étant quant à elles estimées par interpolation ou extrapolation. Pour la commune, le premier recensement exhaustif entrant dans le cadre du nouveau dispositif a été réalisé en 2006.

En 2022, la commune comptait 541 habitants, en évolution de −6,88 % par rapport à 2016 (Ardèche : +2,48 %, France hors Mayotte : +2,11 %).
| 1793  | 1800  | 1806  | 1821  | 1831  | 1836  | 1841  | 1846  | 1851  |
| ----- | ----- | ----- | ----- | ----- | ----- | ----- | ----- | ----- |
| 1 150 | 1 006 | 1 229 | 1 185 | 1 260 | 1 442 | 1 358 | 1 331 | 1 336 |

| 1856  | 1861  | 1866  | 1872  | 1876  | 1881  | 1886  | 1891  | 1896  |
| ----- | ----- | ----- | ----- | ----- | ----- | ----- | ----- | ----- |
| 1 279 | 1 313 | 1 280 | 1 237 | 1 192 | 1 175 | 1 219 | 1 249 | 1 291 |

| 1901  | 1906  | 1911  | 1921 | 1926 | 1931 | 1936 | 1946 | 1954 |
| ----- | ----- | ----- | ---- | ---- | ---- | ---- | ---- | ---- |
| 1 140 | 1 160 | 1 063 | 937  | 946  | 937  | 911  | 812  | 796  |

| 1962 | 1968 | 1975 | 1982 | 1990 | 1999 | 2006 | 2011 | 2016 |
| ---- | ---- | ---- | ---- | ---- | ---- | ---- | ---- | ---- |
| 734  | 820  | 816  | 789  | 788  | 732  | 710  | 644  | 581  |

| 2021 | 2022 | - | - | - | - | - | - | - |
| ---- | ---- | - | - | - | - | - | - | - |
| 546  | 541  | - | - | - | - | - | - | - |

#### Pyramide des âges
En 2021, le taux de personnes d'un âge inférieur à 30 ans s'élève à 22,2 %, soit en dessous de la moyenne départementale (29,7 %). À l'inverse, le taux de personnes d'âge supérieur à 60 ans est de 43,4 % la même année, alors qu'il est de 32,8 % au niveau départemental.
En 2021, la commune comptait 269 hommes pour 277 femmes, soit un taux de 50,73 % de femmes, légèrement inférieur au taux départemental (51,22 %).
Les pyramides des âges de la commune et du département s'établissent comme suit :
| Hommes | Classe d’âge | Femmes |
| ------ | ------------ | ------ |
| 0,8    | 90 ou +      | 3,7    |
| 11,7   | 75-89 ans    | 14,3   |
| 31,4   | 60-74 ans    | 24,9   |
| 25,5   | 45-59 ans    | 22,9   |
| 11,2   | 30-44 ans    | 9,4    |
| 9,0    | 15-29 ans    | 13,0   |
| 10,4   | 0-14 ans     | 11,9   |

| Hommes | Classe d’âge | Femmes |
| ------ | ------------ | ------ |
| 1      | 90 ou +      | 2,5    |
| 9      | 75-89 ans    | 11,4   |
| 20,8   | 60-74 ans    | 21,1   |
| 21,2   | 45-59 ans    | 20,3   |
| 16,9   | 30-44 ans    | 16,5   |
| 14,2   | 15-29 ans    | 12,6   |
| 17     | 0-14 ans     | 15,6   |

### Enseignement
Mariac est située dans l'académie de Grenoble.

#### Établissements scolaires
La ville administre 1 école maternelle et 1 école élémentaire communales. Il existait également une école catholique ouverte en 1971, Les Tilleuls qui accueillait des élèves de 2 à 11 ans. Cette école est fermée depuis le 31 août 2013.

### Manifestations culturelles et festivités

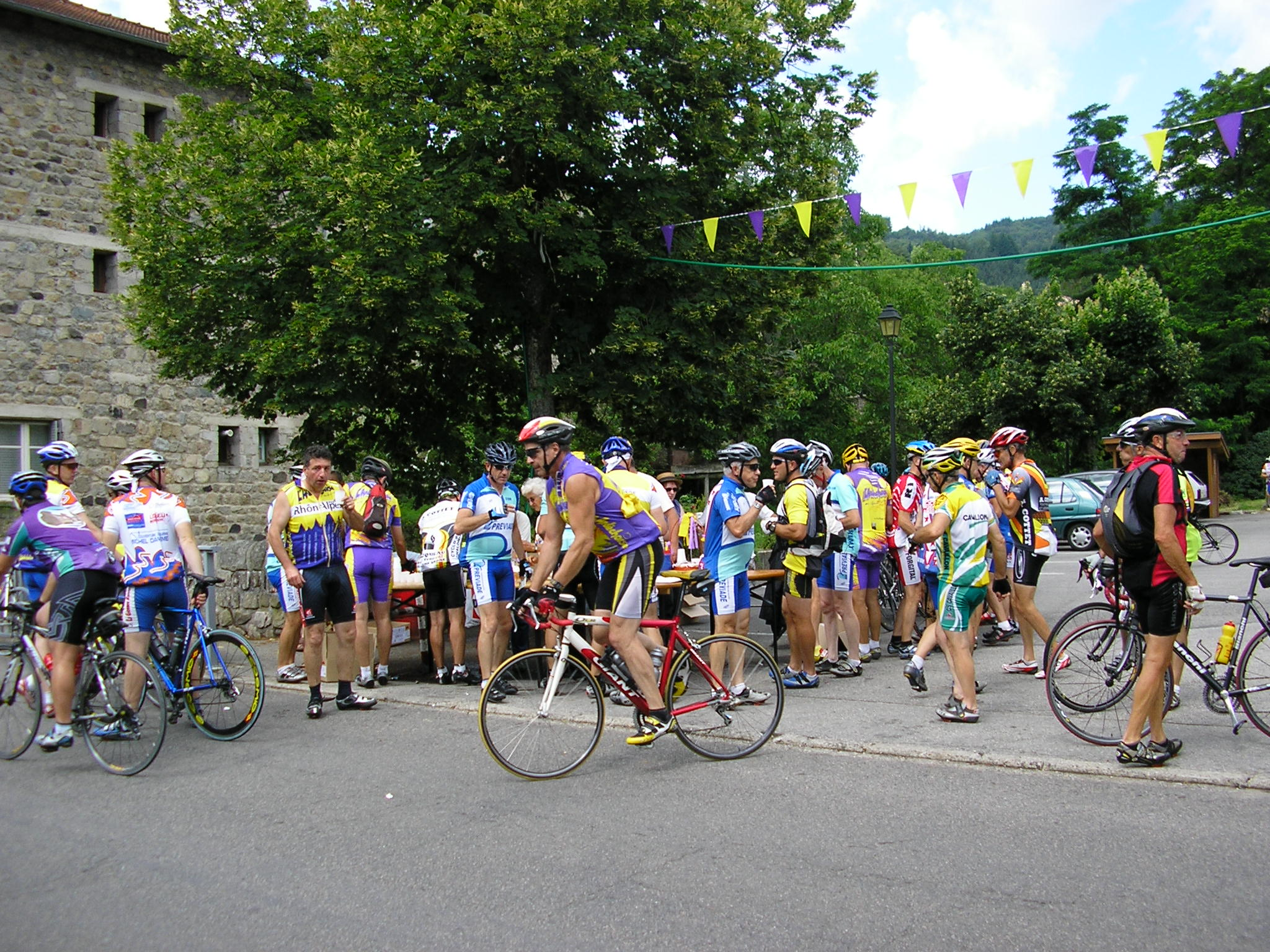
L'Ardéchoise passe à Mariac.

- Ville-à-joie : organise des fêtes et des bals, chaque année l’association organise une fête d'été, une autre dans la période de fin d'année au cours de laquelle le père-Noël descend du clocher à Pont de Fromentières et d'autres évènements au cours de l'année.
- Les amis de la Dorne : Association qui organise des voyages, des repas et la dégustation des bugnes et de la galette des rois (épiphanie) pour les personnes âgées.
- Les amis de Girond : Girond est un hameau de Mariac possédant un vieux four à pain[21]. L’association a mis en place un jardin odorant pour les non-voyants (jardin botanique) et une salle d’exposition.
- Pétanque de la Dorne : club de boulistes qui participent à quelques compétitions et tournois de pétanque.
- Boutesca : association qui met à disposition les 60 voies d’escalade à la sortie de Mariac en direction de Dornas.
- Forme et détente : association qui initie les habitants à la gym, le Tai-chi-chuan, le yoga et la sophrologie.
- Les anciens Combattants : association qui rassemble les combattants et prisonniers des guerres d’Algérie, de Tunisie et du Maroc. Cette association participe aux frais d’aide ménagère, au portage des repas à domicile et à la téléassistance. Elle organise également des rencontres, des réunions, des repas et des voyages.
- Les créa’artistes : cette association permet aux habitants de faire du patchwork, de la couture, du bricolage et du dessin.
- Tennis club de Mariac : association qui initie les jeunes au tennis et leur permet de faire des tournois et des championnats de tennis.
- ADMR : association d’Aide à Domicile en Milieu Rural. Elle forme des bénévoles à aider des personnes âgées ou handicapées.
- les gais-lurons : club de théâtre amateur, troupe itinérante.

### Santé
Mariac disposait d'un cabinet de médecine générale dans lequel deux médecins officiaient à tour de rôle. Ce cabinet a été fermé.

### Sports
Des terrains de tennis et de foot ainsi qu’un site d’escalade de 60 voies sont mis à disposition des jeunes. Un terrain de pétanque permet également aux boulistes du village d’organiser des tournois. Récemment, un espace d’animation a été mis en place et abrite une garderie, une cantine et un petit centre de loisirs.
Mariac dispose également de deux aires de jeux : une à côté de la mairie et l'autre appelée Manu-Plage près du pont de Garnier.

### Médias
Deux organes de presse écrite sont distribués dans la commune :
- L'Hebdo de l'Ardèche

Il s'agit d'un journal hebdomadaire français basé à Valence et diffusé à Privas depuis 1999. Il couvre l'actualité pour tout le département de l'Ardèche.
- Le Dauphiné libéré

Il s'agit d'un journal quotidien de la presse écrite française régionale distribué dans la plupart des départements de l'ancienne région Rhône-Alpes, notamment l'Ardèche. La commune est située dans la zone d'édition du centre-Ardèche (Privas).

### Cultes
La communauté catholique et l'église paroissiale (propriété de la commune) dépendent de la paroisse Notre-Dame des Boutières, elle-même rattachée au diocèse de Viviers.

## Économie
Mariac est un village attractif pour les ménages. La Société Textiles et Plastiques Chomarat offre de nombreux emplois aux habitants dans le secteur de la fibre de verre. De plus, la ville du Cheylard propose des emplois grâce à l’entreprise de bijouterie Groupe GL et la fabrique de machines à embouteillage Perrier. De plus, Mariac compte une dizaine d’agriculteurs dans l’horticulture, l’apiculture et la production locale de volailles, de fromage de brebis et de laine de mouton.

### Revenus de la population et fiscalité
Selon l’enquête de l’INSEE en 1999, les revenus moyens par ménage sont de l’ordre de 14 606 € par an, alors que la moyenne nationale est de 15 027 € par an. Aucun foyer n’est soumis à l’impôt de solidarité sur la fortune.
Le revenu fiscal médian par ménage était en 2006 de 16 998 €, ce qui place Mariac au 11 014e rang parmi les 30 687 communes de plus de 50 ménages en métropole.

### Emploi
En 1999, la population de Mariac se répartissait à 45,7 % d’actifs, ce qui est légèrement supérieur au 45,2 % d’actifs de la moyenne nationale, 20,5 % de retraités, un chiffre également supérieur au 18,2 % national. On dénombrait également 23,5 % de jeunes scolarisés et 10,3 % d’autres personnes sans activité.
Le taux d’activité de la population des 20 à 59 ans de Mariac était de 86 %, avec un taux de chômage de 6,8 % (en 1999), donc bien inférieur à la moyenne nationale de 12,9 % de chômeurs.
Répartition des emplois par domaine d’activité
|                             | Agriculteurs | Artisans, commerçants, chefs d’entreprise | Cadres, professions intellectuelles | Professions intermédiaires | Employés | Ouvriers |
| --------------------------- | ------------ | ----------------------------------------- | ----------------------------------- | -------------------------- | -------- | -------- |
| Mariac                      | 6,5 %        | 9,1 %                                     | 5,2 %                               | 10,4 %                     | 24,7 %   | 44,2 %   |
| Moyenne nationale           | 2,4 %        | 6,4 %                                     | 12,1 %                              | 22,1 %                     | 29,9 %   | 27,1 %   |
| Sources des données : INSEE |              |                                           |                                     |                            |          |          |

### Entreprises et commerces
Mariac offre quelques services, notamment une boulangerie et un garage automobile, un bar et un magasin de chaussures, une épicerie, mais des commerces plus importants (supermarché) sont installés à La Palisse (zone industrielle du Cheylard). Mariac dispose également d’une garderie, d’une bibliothèque, d’une salle des fêtes et d’un club du troisième âge.

### Télécommunication
Depuis 2004, Mariac est couverte par un relais de téléphonie mobile. En juin 2008, un pylône d’accès Wi-Fi (Numéo) avait été installé au Serre-en-Don, rendant accessible le haut débit à une grande partie de la commune. Mariac a aussi accès à l’ADSL par ligne téléphonique, depuis l'installation d'un répartiteur à Pont de Fromentières. Un hotspot est en cours d'installation près de la mairie afin de proposer un accès wi-fi.

## Culture et patrimoine

### Lieux et monuments
- Architecture religieuse

  - 1L’église Saint-Étienne de Mariac
  - 2L’église du XIXe siècle du Pont-de-Fromentières
  - 3Le clocheton du Pont-de-Fromentières
- Architecture civile

  - 1La ferme de Garnier
  - 2Le pont de Garnier
  - 3La passerelle en bois du Pont-de-Fromentières
  - 4Le hameau de Girond

#### L’égliseSaint-Étiennede Mariac

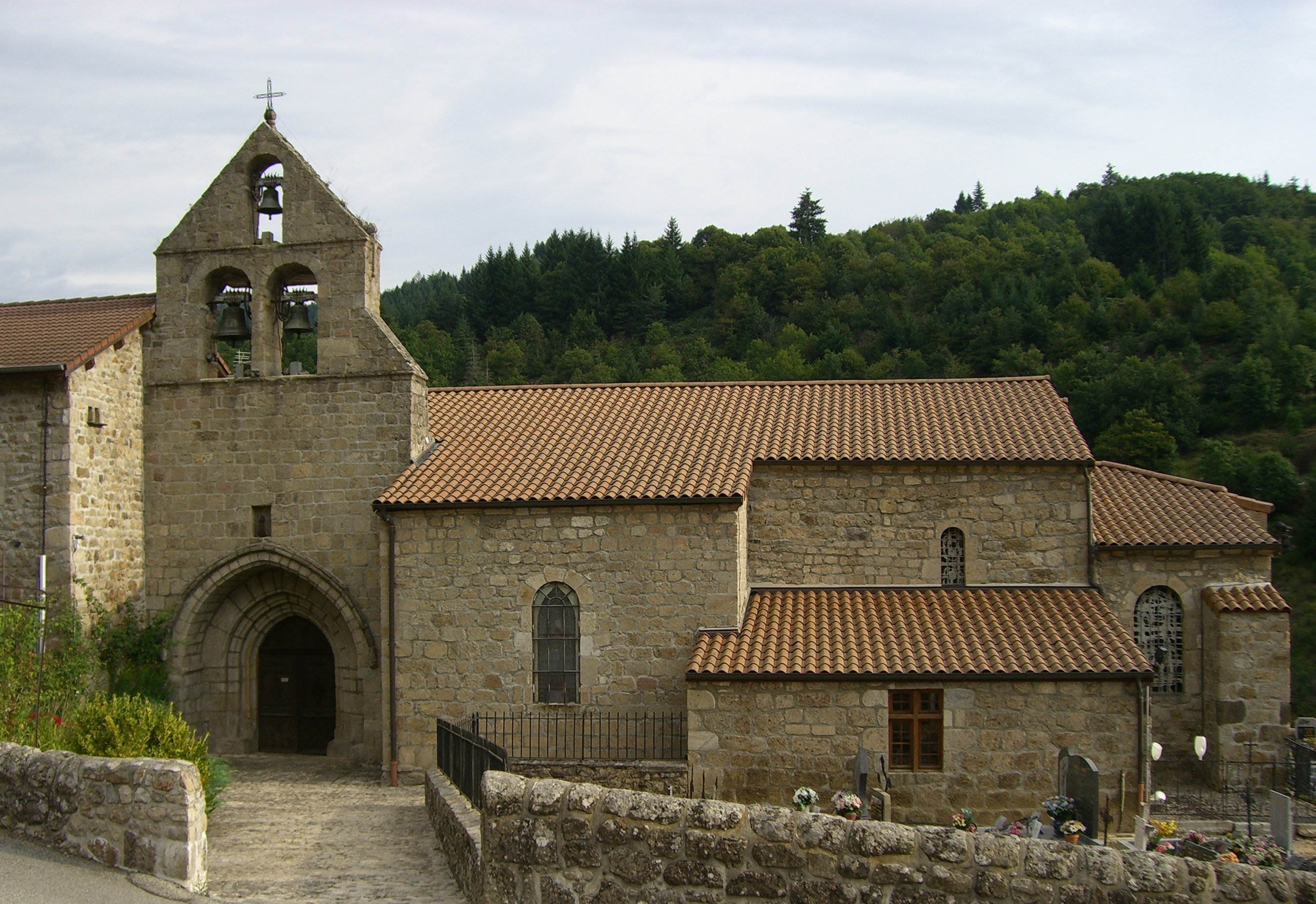
L’église Saint-Étienne et sa statuette taillée dans la poutre d’une ancienne maison (visible au-dessus du porche).

Il s’agit d’une église du XIIe siècle de style romano-gothique, dédiée à saint Étienne, patron de la paroisse. Cette église a été restaurée en 1962.
Elle possède un clocher-peigne et un calvaire classé monument historique.

#### L’église Saint-Étienne du Pont-de-Fromentières

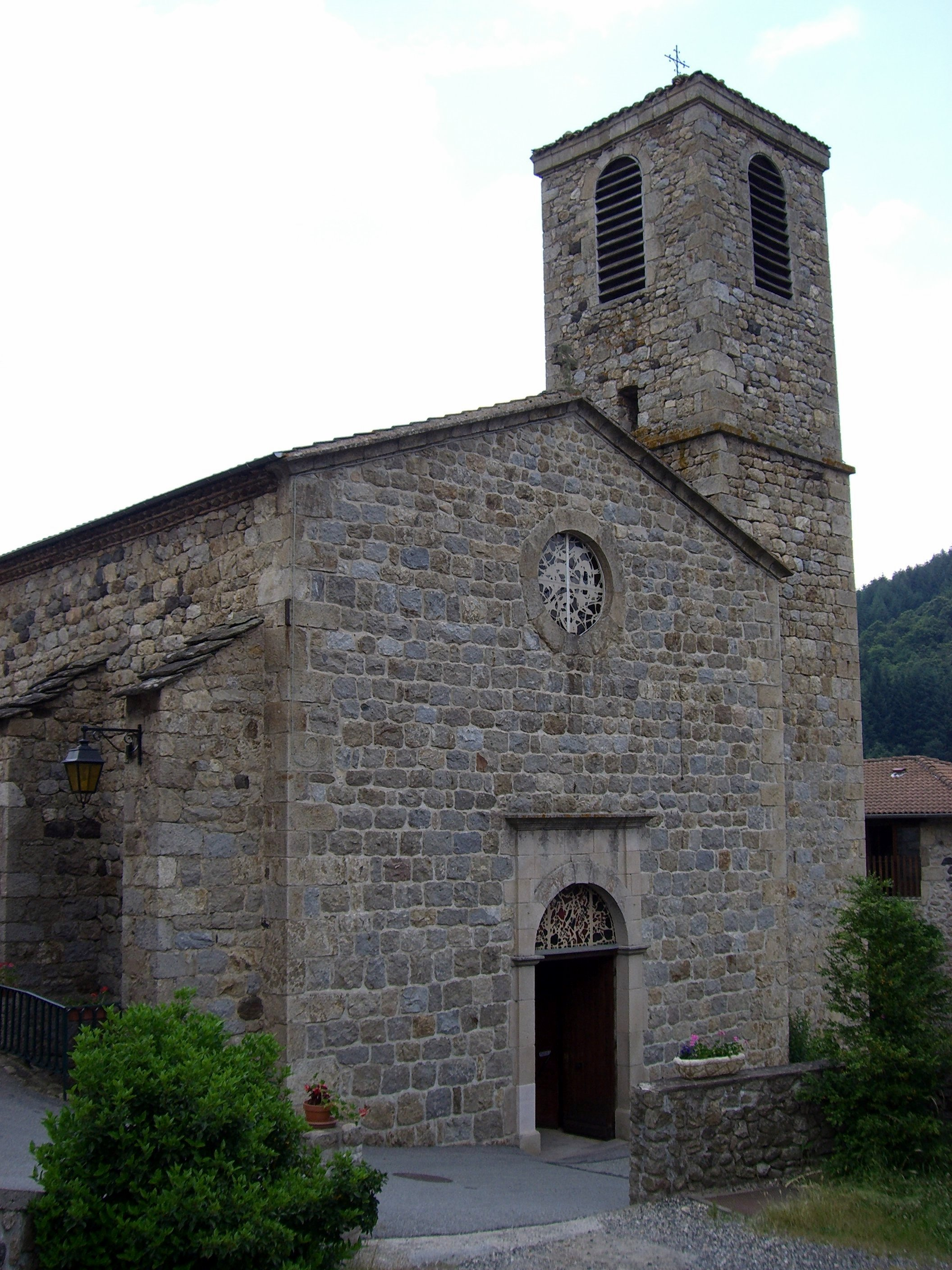
L’église du XIXe siècle du Pont-de-Fromentières.

Construite en 1853, elle remplace le petit clocheton du Pont-de-Fromentières.

#### Le pont de Garnier
Le pont de Garnier est daté du milieu du XVIIIe siècle, il se situe à l’entrée de Mariac. Il permet l’accès à la ferme de Garnier.

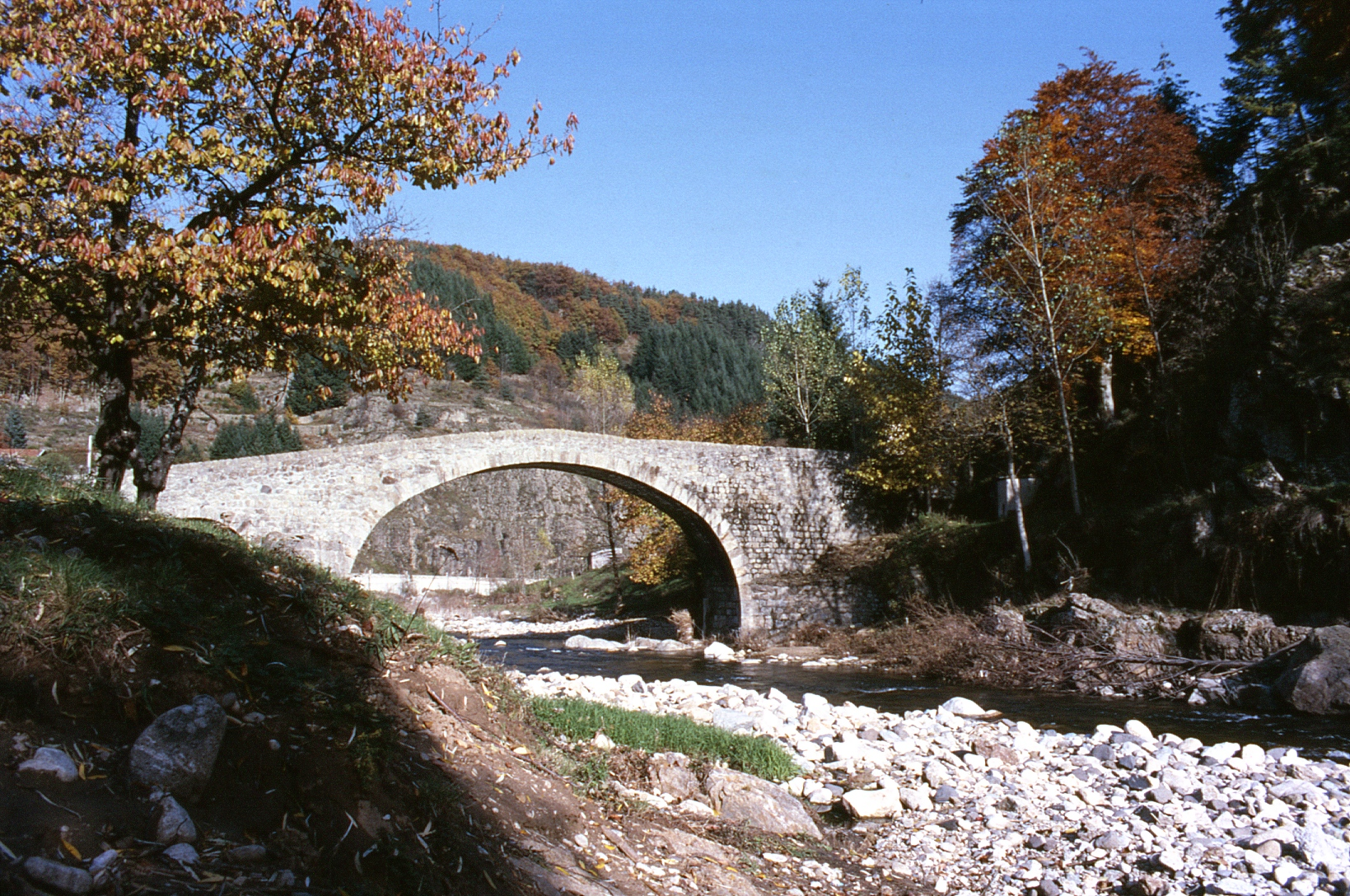
Le pont de Garnier en septembre 1992.
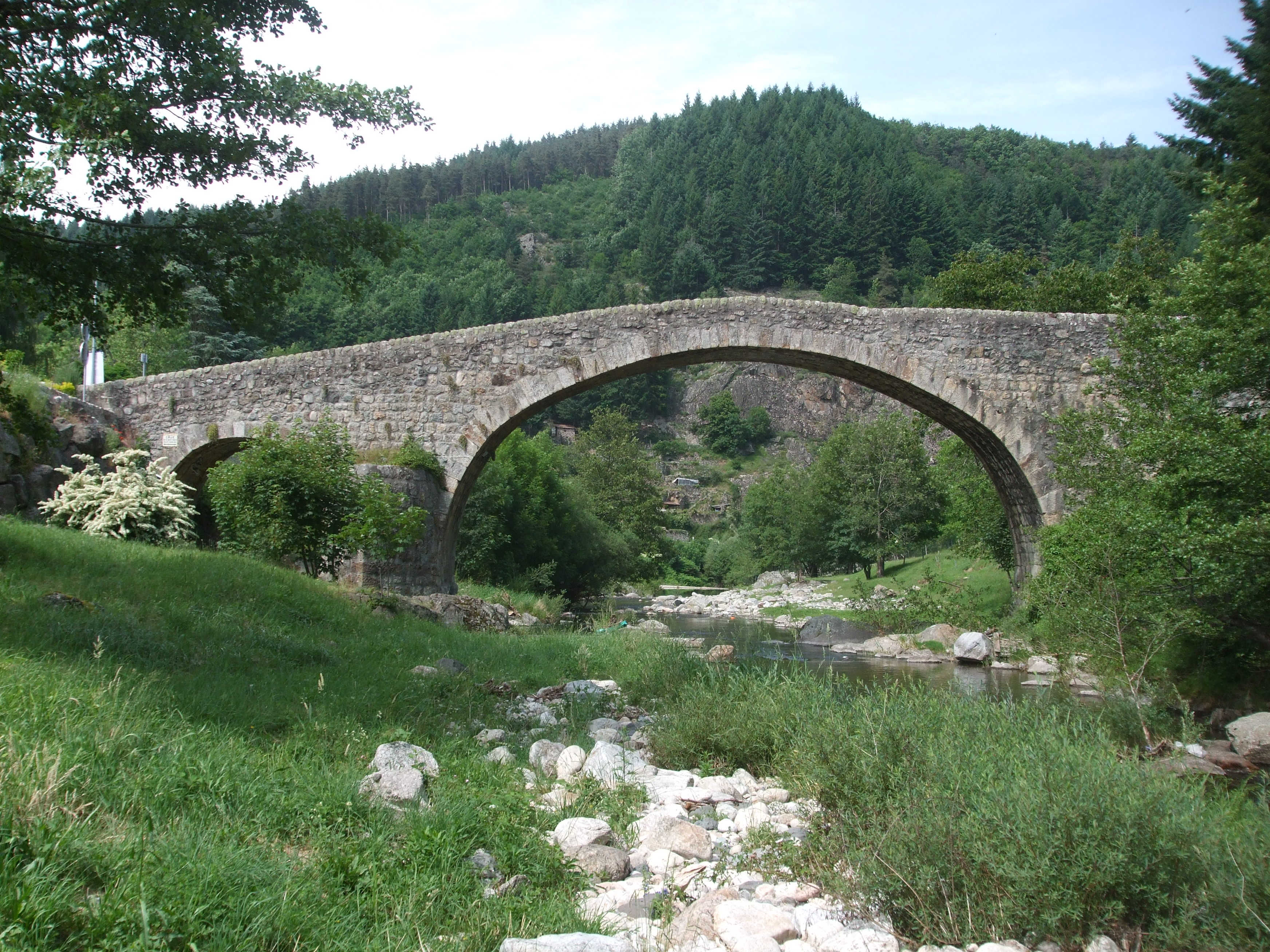
Le pont de Garnier en avril 2013.

#### La ferme de Garnier

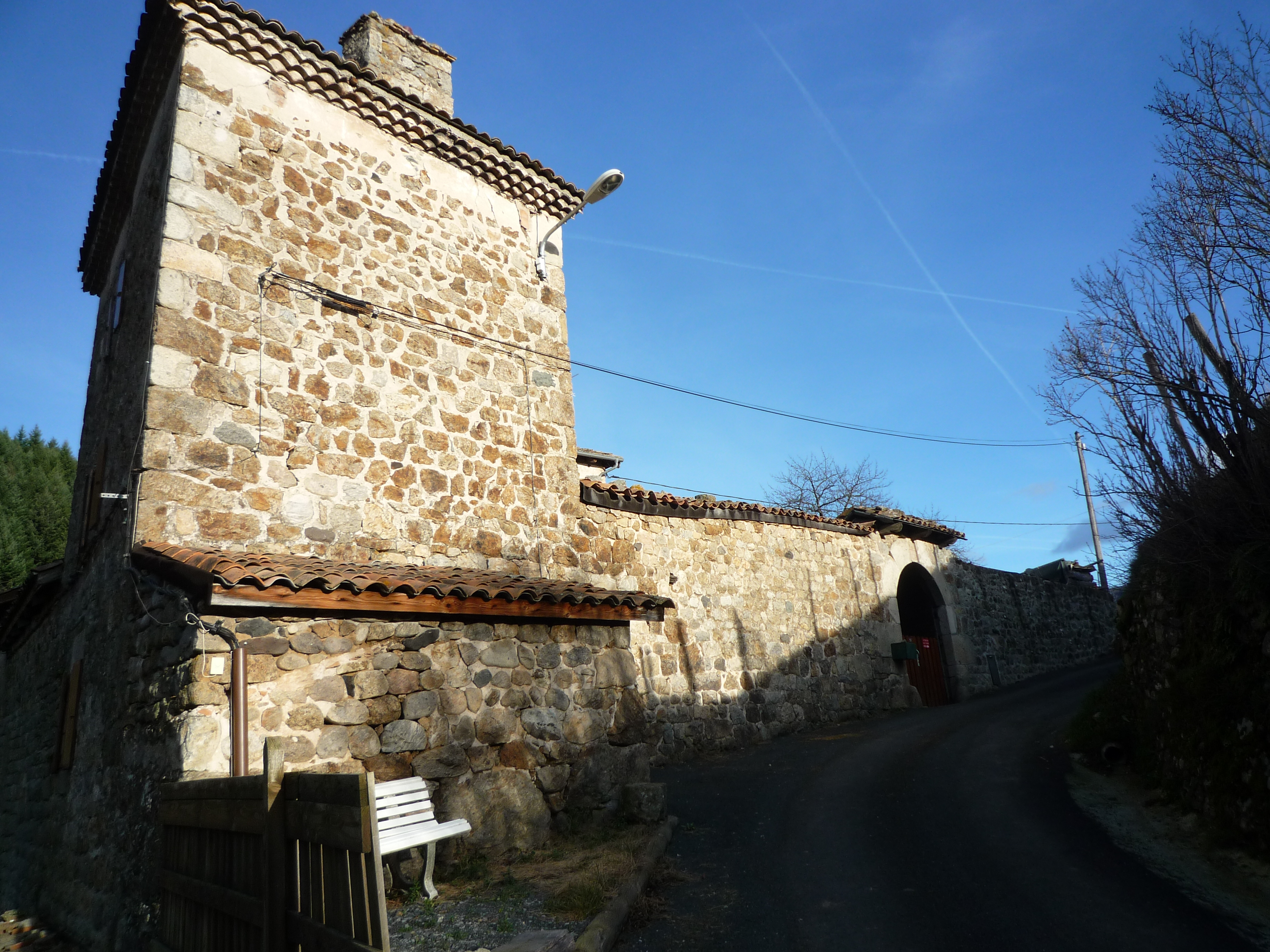
La ferme de Garnier.

La tradition indique qu'un tunnel relierait la ferme de Garnier à l’ancien relais de chasse situé sur l’autre rive de la Dorne.

#### Le clocheton du Pont-de-Fromentières

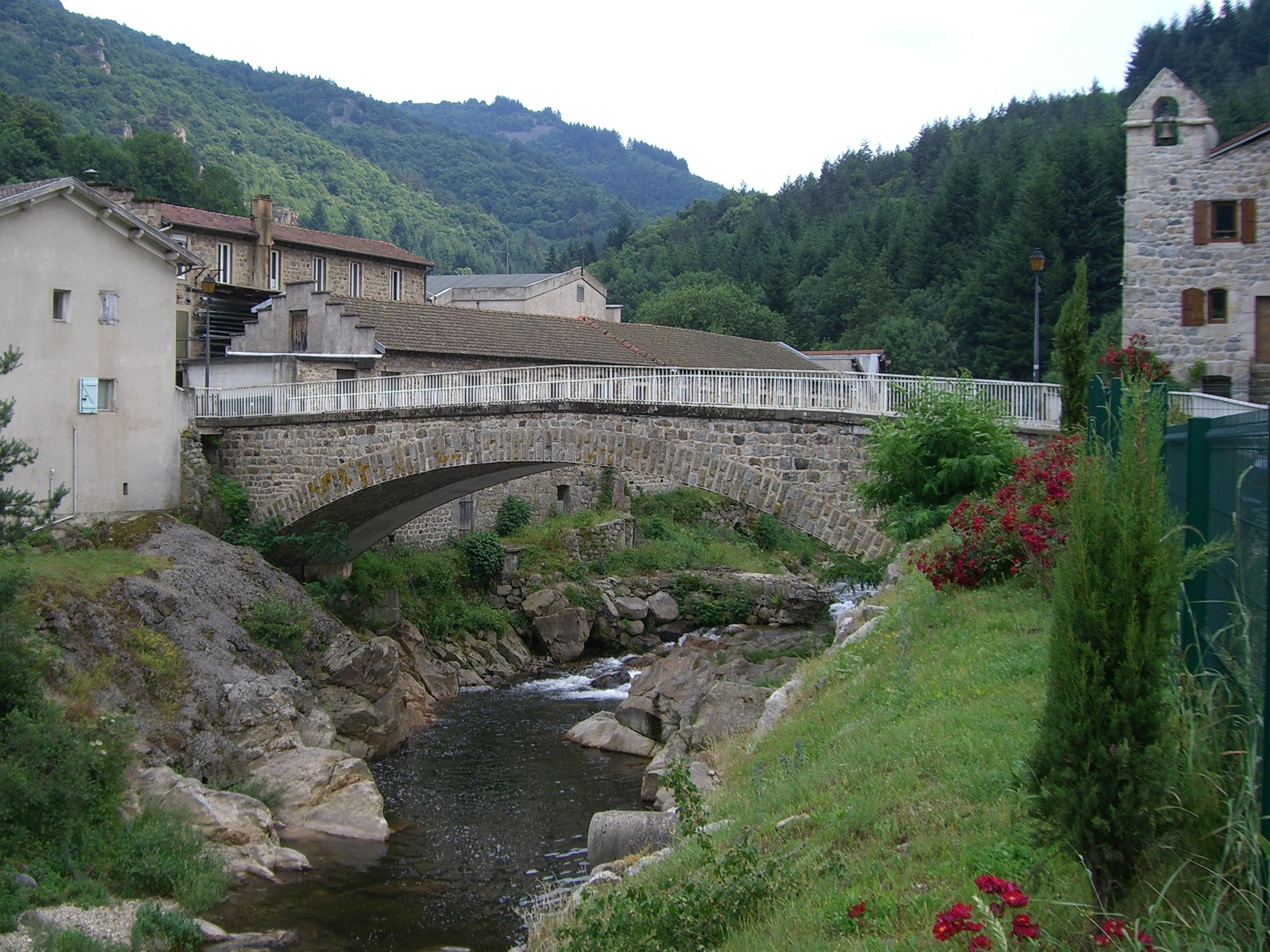
Le pont de Fromentière ainsi que l’ancien clocher du village (visible à droite).

Il se situe sur la rive gauche de la Dorne et date de 1770, il appelait à la messe jusqu’à la construction de l’église du Pont-de-Fromentières en 1853.

#### Le hameau de Girond

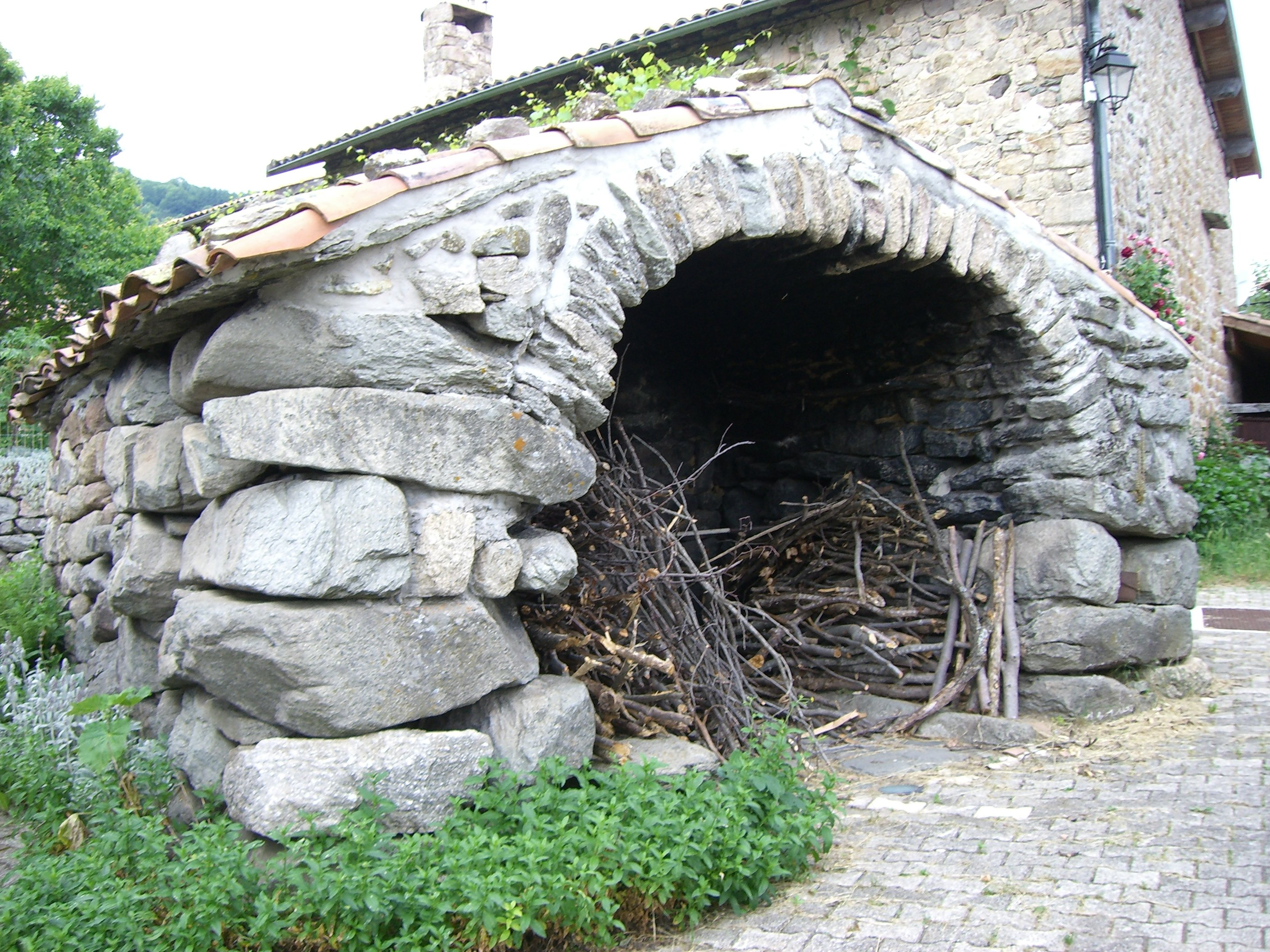
Le four à pain de Girond.

Girond est un hameau pittoresque situé sur la D 282 entre Seynac et Cornuscles. Il est animé par l'association « Les amis de Girond ». Cette dernière met en avant le four banal, le jardin des plantes médicinales, une collection d'outils ardéchois utilisés dans les champs et d'autres choses encore. Le four à pain est notamment utilisé lors des fêtes, sa restauration a été demandée en 1971 par l’abbé Michel.

#### La passerelle en bois du Pont-de-Fromentières

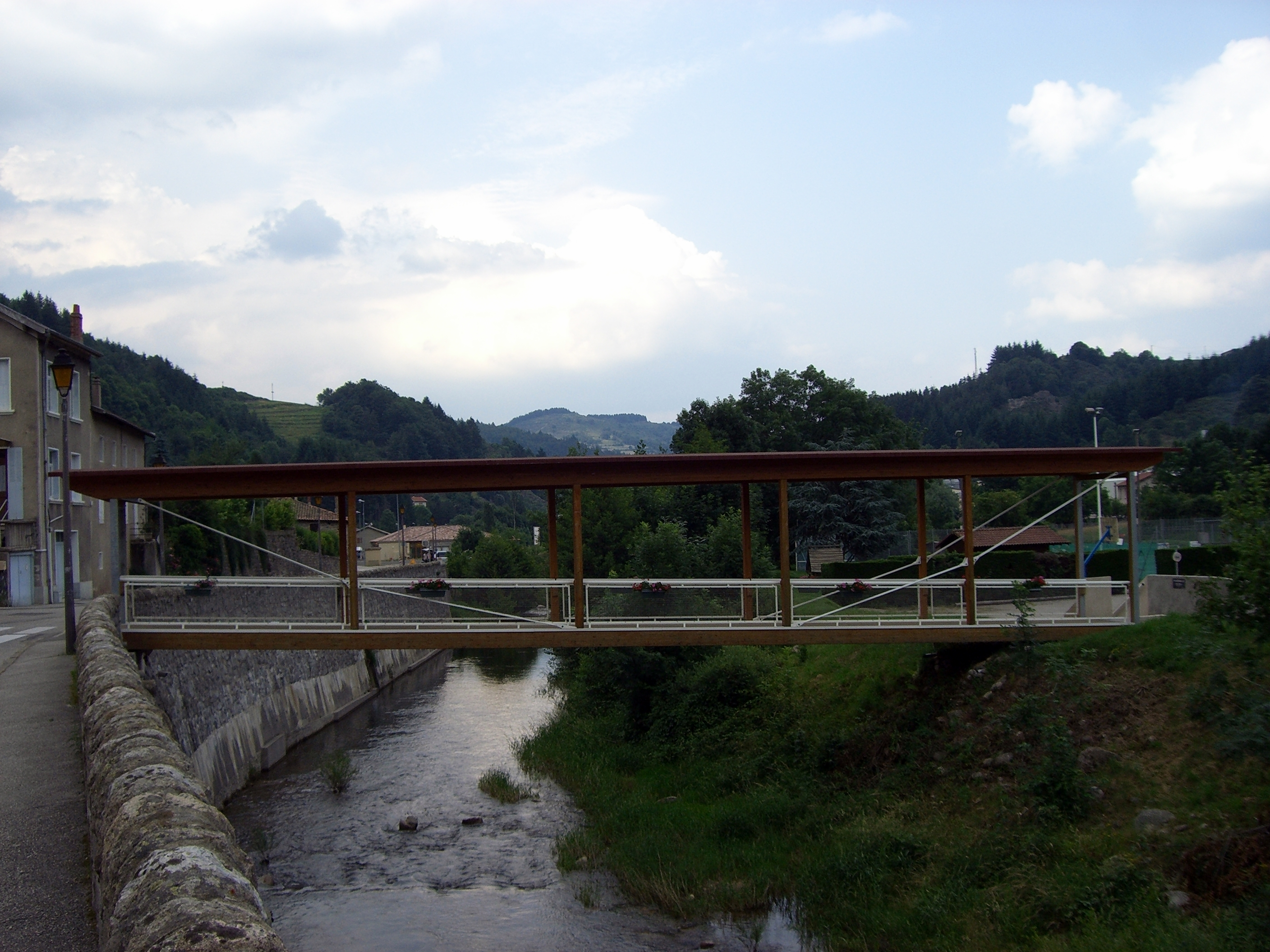
La passerelle en bois du Pont-de-Fromentières.

Construite en 2005, d'une longueur de 25 m, elle relie le stade à l’ancienne mairie. Cette passerelle a été conçue afin de permettre un accès aux personnes à mobilité réduite, grâce à une rampe.

### Patrimoine culturel
Les nouveaux bâtiments de la mairie accueillent une agence postale, une bibliothèque et une salle d’activités.

### Héraldique
|  | Mariac possède des armoiries dont l'origine et le blasonnement exact ne sont pas disponibles. |